# Renaissance africaine
Pour l’article homonyme, voir Monument de la Renaissance africaine.

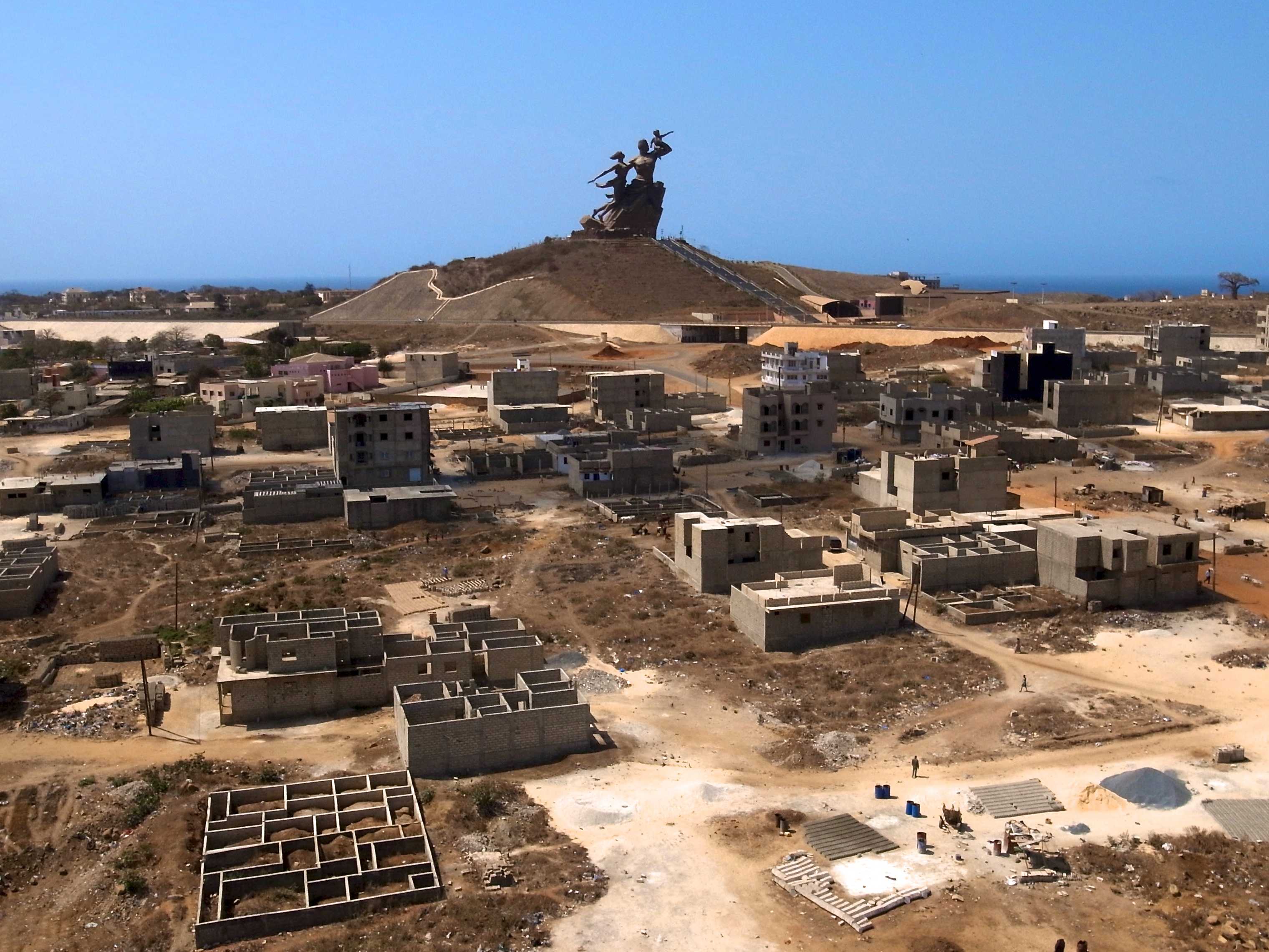
Monument de la Renaissance Africaine à Dakar.

La Renaissance africaine  est le concept selon lequel les Africains et les nations africaines doivent surmonter les défis actuels auxquels est confronté le continent africain ainsi qu'atteindre un renouveau culturel, scientifique et économique. Le concept de la Renaissance africaine a été développé à partir de 1946 par Cheikh Anta Diop dans une série d'essais, qui sont recueillis dans son livre Les fondements culturels, techniques et industriels d'un futur État fédéral d'Afrique noire, paru en 1960. Ce concept a également été popularisée par l'ancien président sud-africain Thabo Mbeki au cours de son mandat, annonçant le début de la Renaissance africaine tout en continuant d'être un élément clé de l'agenda intellectuel post-apartheid.

## Origine
Cheikh Anta Diop a écrit une série d'essais en tant qu'étudiant entre 1946 et 1960, dans le but de tracer le développement de l'Afrique. Ses essais recueillis dans son livre Les Fondements culturels, techniques et industriels d'un futur État fédéral d'Afrique noire (1960) servent de base et de modèle au concept de Renaissance africaine.
En 1994, en Afrique du Sud se déroule la première élection démocratique à la suite de la fin de l'apartheid. Thabo Mbeki précise le concept de Renaissance africaine dans son discours « Je suis un Africain » (« I am an African ») en mai 1996 à la suite de l'adoption d'une nouvelle constitution :
"Je suis né d'un peuple qui sont des héros et héroïnes [...] Patients parce que l'histoire est de leur côté, ces masses ne désespèrent pas car aujourd'hui, le temps est mauvais. Pas plus qu'ils ne se tournent triomphalistes quand, demain, le soleil brille. [...] Quelles que soient les circonstances qu'ils ont vécu et grâce à cette expérience, ils sont déterminés à définir eux-mêmes qui ils sont et qui ils devraient être". 
"I am born of a people who are heroes and heroines [...] Patient because history is on their side, these masses do not despair because today the weather is bad. Nor do they turn triumphalist when, tomorrow, the sun shines. [...] Whatever the circumstances they have lived through and because of that experience, they are determined to define for themselves who they are and who they should be."
En avril 1997, Mbeki articule les éléments composant la Renaissance africaine : 
- la cohésion sociale,
- la démocratie,
- la reconstruction et la croissance économique,
- la mise en place de l'Afrique comme un acteur important dans les affaires géopolitiques.

En juin 1997, Vusi Maviembela (conseiller du président Mbeki), écrit que la Renaissance africaine est la "troisième phase" de l'histoire post-coloniale en Afrique, suivant la décolonisation et l'éclosion de la démocratie à travers le continent au début de 1990. Mbeki lui-même a fusionné les différentes réformes qu'il avait discuté avec un ton d'optimisme sous la rubrique « Renaissance africaine » dans son discours d'août 1998.

## Conférence de septembre 1998
Les 28 et 29 septembre 1998 est organisée une conférence sur ce thème à Johannesbourg. 470 participants sont présents. Un livre est publié en 1999 portant le titre de Renaissance africaine. Thabo Mbeki, conférencier principal à la séance plénière d'ouverture, a écrit le prologue du livre. Trente essais du volume sont disposés sous des thèmes généraux correspondant en grande partie à ceux des sessions séparatistes de la conférence : 
- la culture et l'éducation,
- de la transformation économique,
- la science et la technologie,
- les transports et l'énergie,
- renouveau moral, des valeurs africaines, des médias et des télécommunications.